# Tenaillensystem

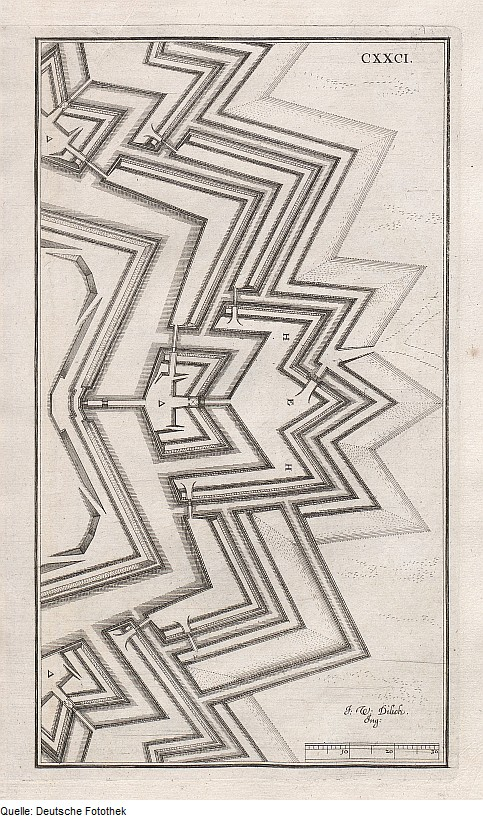
Eine nur aus ein- und ausspringenden Winkeln (franz. Saillants und Rentrants) aufgebaute Befestigungsanlage, ohne die Verwendung von Bastionen oder Kurtinen (hier nur theoretisches Beispiel, das keiner bestimmten Befestigungsmanier zuzuordnen ist).

Tenaillensystem ist ein Fachbegriff aus dem Festungsbau und bezeichnet ein Befestigungssystem mit sternförmiger Grundrissausbildung ohne Verwendung von Bastionen und Kurtinen. Dieses Befestigungssystem geht vor allem auf die Manieren von Hermann Landsberg dem Jüngeren (1670–1746) und Marc-René de Montalembert zurück.

## Das Tenaillensystem oder Tenaillentracé
Die Bezeichnung Tenaillensystem leitet sich von franz.: tenaille (Zange) ab und bezeichnet ein Befestigungswerk, dessen Wälle nur aus ausspringenden- (Saillants) und aus einspringenden Winkeln (Rentrants) besteht. Das Tenaillensystem ist (wie sein französischer Namen besagt) ein rein flankierendes System. Jede Walllinie wird von einer gegenüberliegenden Linie derselben Art flankiert. Da es bei diesem System keine Kurtinen gibt, ist eine frontale Bestreichung (Beschießung) des Vorfelds der Festung relativ schwierig und sie hat überdies den Nachteil, dass Enfilierbatterien den Hauptwall beschießen können, auch wenn sie dem Festungskörper noch relativ fern sind. Allerdings war – bei gleichzeitiger Vergrößerung der Flanken der Bastionen – bei allen neueren Bastionärensystemen die Kurtine ebenfalls nur noch sehr kurz. Zur Stärkung des Frontalfeuers benutzte man deshalb in beiden System Bonnets (hier: eine Erhöhung und Verstärkung der Brustwehr in den ausspringenden Winkel, um einerseits das Vorfeld besser bestreichen zu können und andererseits einen besseren Schutz gegen Enfilierung zu geben). Das Frontalfeuer wurde beim Tenaillensystem außerdem durch die Anlage mächtiger Reduits und/oder – seit Montalembert – mehrstöckiger Artillerietürme in der Kehle der ausspringenden Winkel verstärkt.
Das Tenaillensystem ist ein flexibles System und lässt sich dadurch gut ins Gelände einfügen, es beansprucht aber eine große Fläche. Es wird auch „perpendiculaire“ genannt, da sich gezeigt hat, dass die einspringenden Winkel mindestens 90° betragen müssen, womit es erst ab einer gewissen Größe anwendbar ist. Ein wesentliches Element einer funktionierenden Tenaillenbefestigung ist außerdem die Enveloppe, die aus den im Hauptgraben liegenden Halbmonden und Ravelinen seit der „altniederländischen Manier“ entwickelt wurde.

## Die Tenaille oder Grabenschere

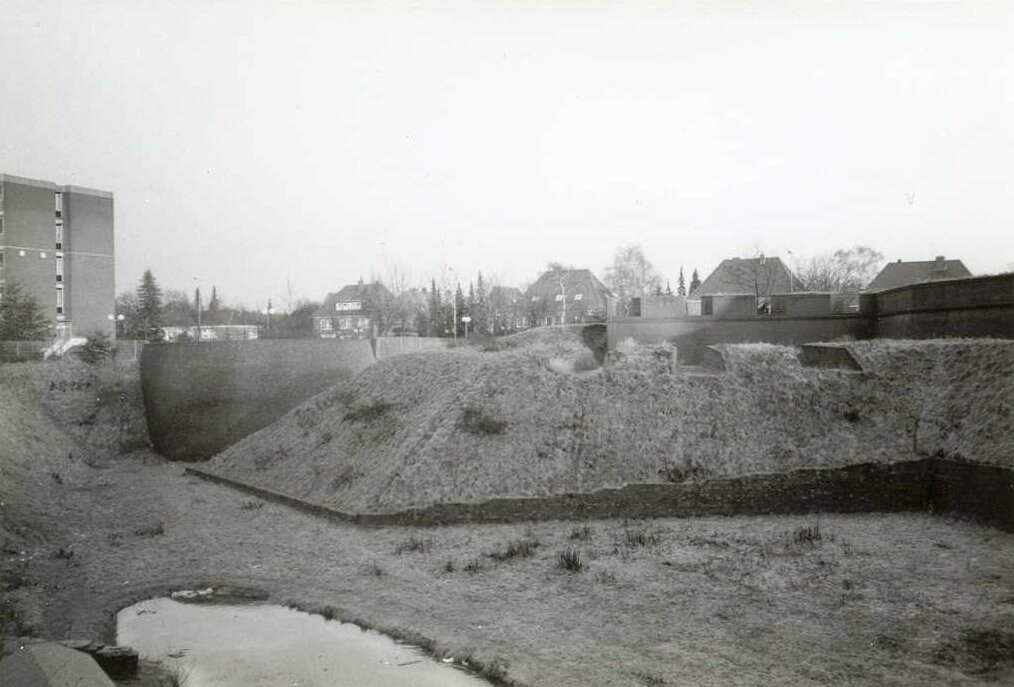
Die Tenaille vor der Kurtine am Haupttor der Zitadelle Wesel

Trotz des Namens hat die Tenaille (auf Deutsch: Grabenschere) nichts mit dem Tenaillensystem zu tun (siehe auch Hauptartikel Tenaille). Die französische Bezeichnung leitet sich in beiden Fällen davon ab, dass es sich dabei um flankierende Werke handelt. Die Tenaille ist letztlich eine kurze Enveloppe (Deckungswall) bzw. eine Faussebraye (Niederwall), die im Festungsgraben zwischen der Kurtine und dem davor liegenden Ravelin steht. Es ist somit ein Werk des Bastionären- und nicht des Tenaillensystems. Die Tenaille (Grabenschere) war zwar im bastionären Befestigungssystem von Vauban ein sehr gebräuchliches Element, aber das Tenaillensystem blieb in Frankreich fast unbekannt (auch wenn sich mehrere bekannte französische Festungsbaumeister wie Montalembert und Carnot dafür ausgesprochen haben).